# Maria-Hoop
Maria-Hoop est un village situé dans la commune néerlandaise d'Echt-Susteren, dans la province du Limbourg. Le 1er janvier 2008, le village comptait 1 390 habitants.
Avant 1953, le village s'appelait Diergaarde.